# Ossian (Indiana)
Ossian est une municipalité située dans le comté de Wells, dans l’État de l'Indiana, aux États-Unis. Lors du recensement de 2020, elle compte 3 266 habitants.